# Santos Protomártires na Via Aurélia Antiga (título cardinalício)
Santos Protomártires na Via Aurélia Antiga (em latim, Ss. Protomartyrum in via Aurelia Antiqua) é um título cardinalício instituído em 29 de abril de 1969 pelo Papa Paulo VI. A igreja titular deste título é Santi Protomartiri Romani, no quartiere Aurelio de Roma.

## Titulares protetores
- Joseph-Albert Malula (1969-1989)
- Henri Schwery (1991-2021)
- Anthony Poola (desde 2022)